# ورد جبلي
ورد جبلي (الاسم العلمي:Rosa montana) هو نوع من النباتات يتبع جنس الورد من الفصيلة الوردية.